# Leyre Morlans
Leyre Morlans (* 7. März 1987 in Saragossa) ist eine ehemalige spanische Skirennläuferin. Sie startete von 2006 bis 2009 im Weltcup, nahm an zwei Weltmeisterschaften und einmal an Olympischen Winterspielen teil.

## Karriere
Morlans nahm ab Januar 2003 an FIS-Rennen teil und startete einen Monat später erstmals im Europacup. Im Dezember 2003 feierte sie ihren ersten von insgesamt vier Siegen bei FIS-Rennen. Von 2004 bis 2007 nahm sie an drei Juniorenweltmeisterschaften teil, bei denen ein 29. Platz im Super-G 2007 ihr bestes Ergebnis war. Ihren ersten Start im Weltcup hatte Morlans am 26. Januar 2006 im Super-G von Cortina d’Ampezzo, bei dem sie allerdings nicht ins Ziel kam. Drei Wochen später war sie Teil des vierköpfigen spanischen Skiteams bei den Olympischen Winterspielen 2006 in Turin. Dort belegte sie im Super-G als Drittletzte den 49. Platz, während sie in der Abfahrt nach einem Sturz ausfiel. Im nächsten Jahr nahm sie bei den Weltmeisterschaften 2007 in Åre nur im Riesenslalom teil, schied aber aufgrund eines Torfehlers im ersten Durchgang aus.
Ab dem Jahr 2007 kam Morlens immer häufiger im Weltcup zum Einsatz. Sie startete vorwiegend in den schnellen Disziplinen Abfahrt und Super-G und seltener auch im Riesenslalom, erreichte allerdings in keinem ihrer insgesamt 28 Weltcuprennen eine Platzierung in den Punkterängen, also unter den besten 30. Während sie sich im Riesenslalom nie für den zweiten Durchgang qualifizieren konnte, erzielte sie in Abfahrt und Super-G meist Platzierungen zwischen Rang 50 und 60. Ihre besten Weltcupergebnisse waren der 45. Platz im Super-G von Sestriere am 10. Februar 2008 und der 46. Platz in der Abfahrt von San Sicario am 27. Januar 2007. Im Europacup waren ihre Ergebnisse etwas besser, aber auch in dieser Rennserie konnte sie lediglich zweimal punkten. Ihr mit Abstand bestes Europacup-Ergebnis war der 13. Platz im Super-G von Davos am 14. Dezember 2007. Nur ein weiteres Mal fuhr sie unter die schnellsten 30.
Bei den Weltmeisterschaften 2009 in Val-d’Isère belegte Morlans den 28. Platz in der Abfahrt, schied aber in Super-G und Super-Kombination aus. Als sie im nächsten Winter vom spanischen Verband nicht in die Mannschaft für die Olympischen Spiele 2010 in Vancouver einberufen wurde, beendete Morlans im Alter von nur 22 Jahren ihre Karriere.

## Erfolge

### Olympische Winterspiele
- Turin 2006: 49. Super-G

### Weltmeisterschaften
- Val-d’Isère 2009: 28. Abfahrt

### Juniorenweltmeisterschaften
- Maribor 2004: 62. Super-G
- Bardonecchia 2005: 66. Super-G
- Altenmarkt/Flachau 2007: 29. Super-G, 42. Abfahrt, 53. Riesenslalom

### Weitere Erfolge
- 4 Siege in FIS-Rennen